# Formula 1 Powerboat World Championship

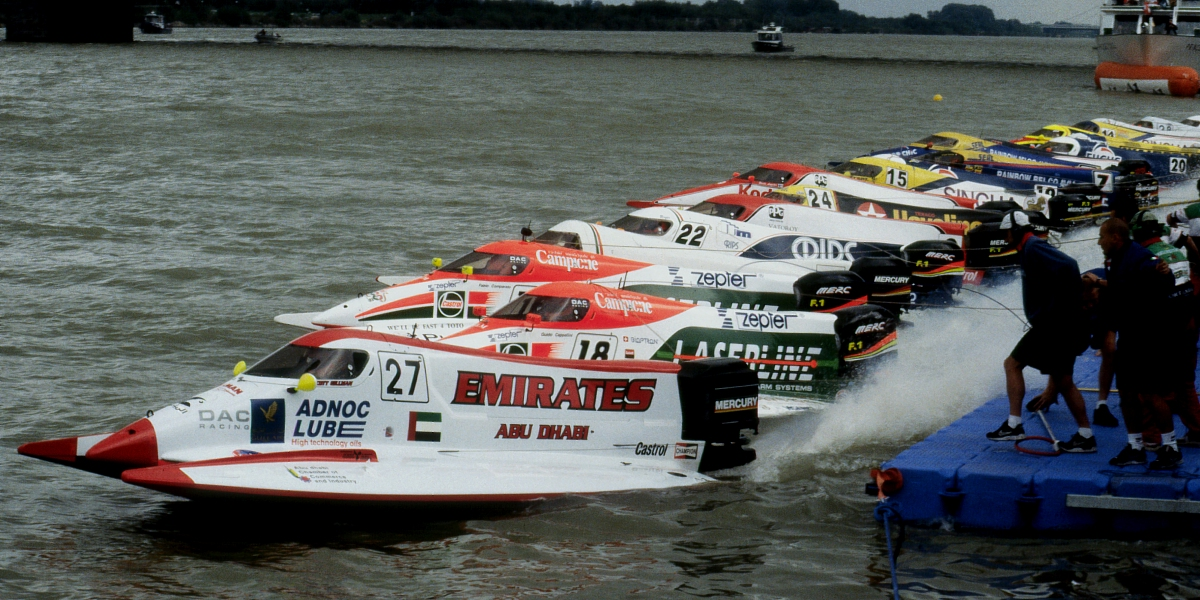
Start i lopp, 1999

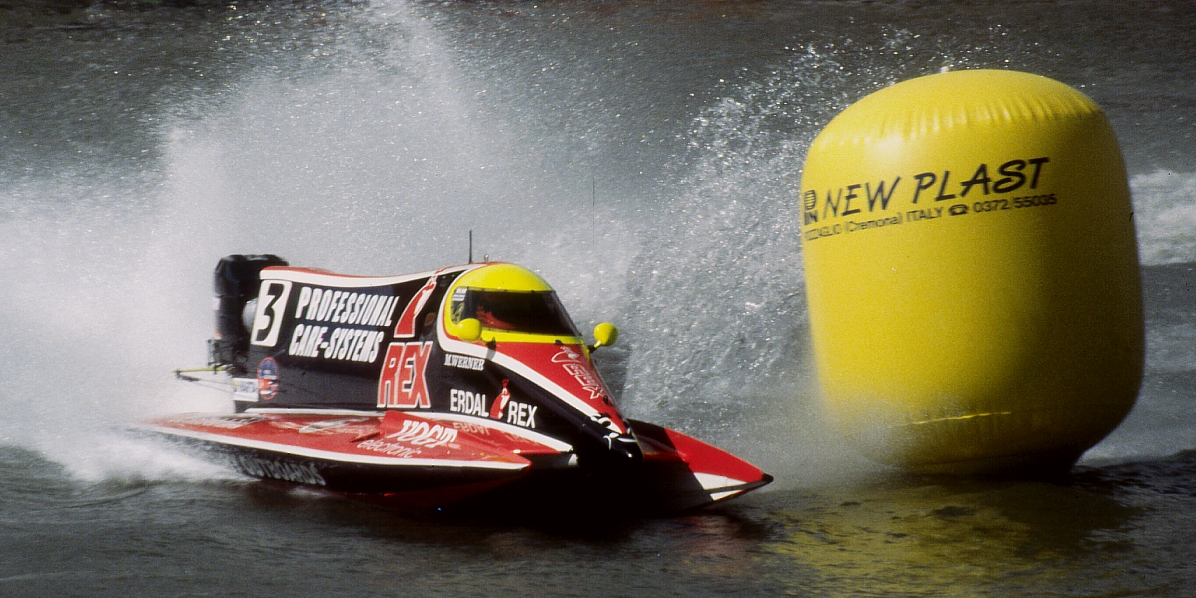
Michael Werners F1-båt, som rundar en boj, 1999

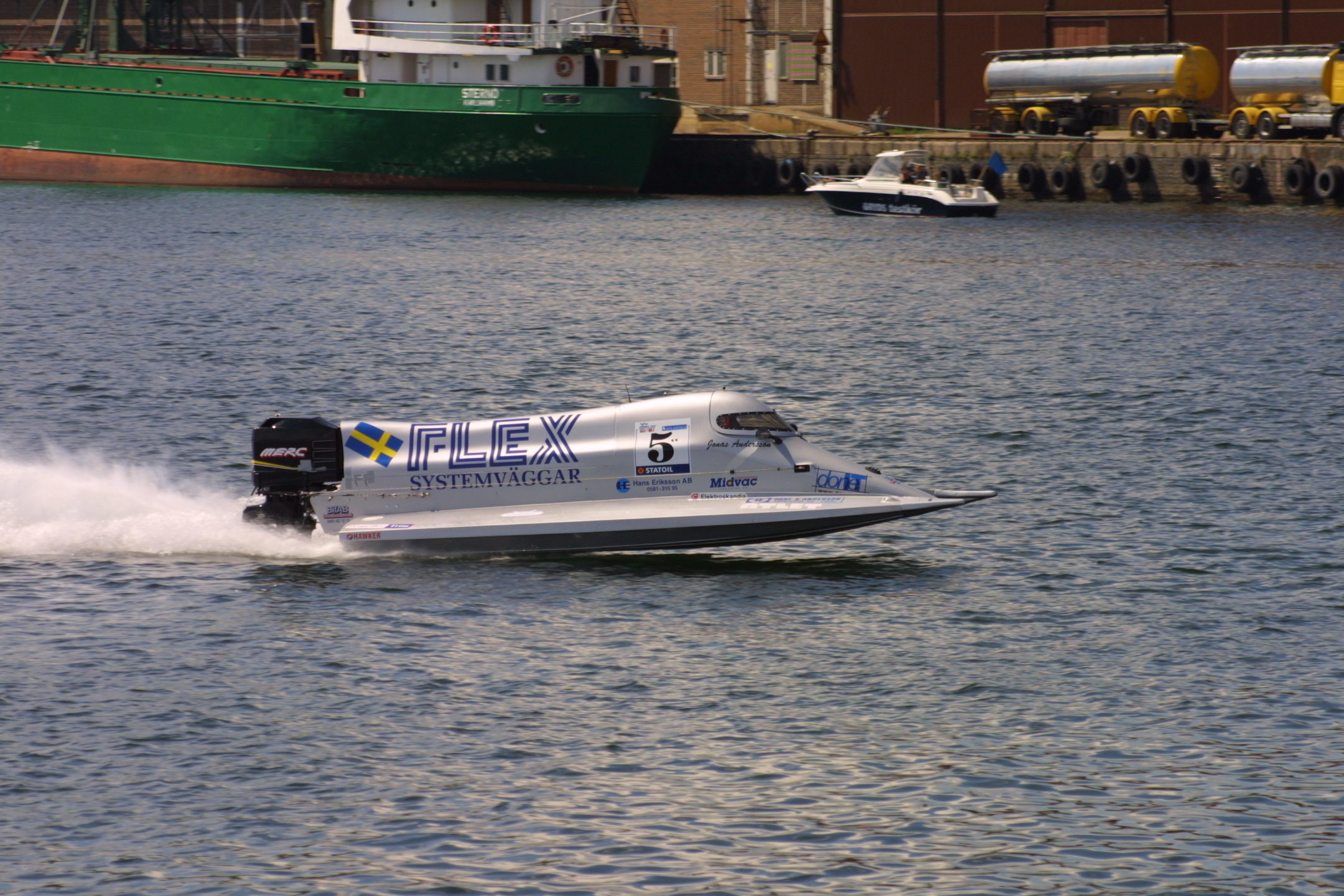
Jonas Andersson i Karlshamn, 2001

Formula 1 Powerboat World Championship, eller F1 H2O, är en tävlingsklass på rundbana för kustnära vatten inom motorbåtsport, som kan jämföras med bilsportens formel 1. Tävlingen arrangeras sedan 1981 av Union Internationale Motonautique.  
Båtarna kör på banor som är markerade med bojar. Båtarna är ensitsiga katamaraner med tunnelskrov, som är tillverkade helt och hållet i kompositmaterial. 
För att skydda förarna är båtarna försedda med förarkabin, kraschboxar, deformerbara spetsar samt en luftkudde som löser ut om båten hamnar upp och ner i vattnet. Luftkuddens syfte är att få båten att flyta på ett sånt sätt att föraren inte hamnar under vatten. I värsta fall har förarna också ett system med andningsluft de kan använda om de hamnar upp och ner. 
Båtarna har en toppfart på omkring 130 km/tim på rundbanan och de accelererar från 0 till 100 km/timme på 1,7 sekunder.
Alla båtar är försedda med en Mercury Marine 2,5 liters V6 tvåtaktsmotor, som har en effekt på över 400 kk vid 10.500 varv per minut. Denna ger båten en fart på 100 km/h på mindre än två sekunder och en högsta hastighet på över 250 km/h. Båtarna tillverkas av Guido Cappellinis Dac Racing i Italien, Massimo Roggieros Baba Racing i Italien, Jonathan Jones Dragon F1 Powerboats Ltd  i Wales och Christen Mølgaard Laustsens Molgaard Racing i Kalundborg i Danmark.
Den genom tiderna mest meriterade föraren inom F1 H2O är Guido Cappellini, som säsongen 2009 tog sin tionde världsmästartitel. Förarna är organiserade i team med en eller flera förare och 
gemensam underhållsgrupp. De genomför ett antal lopp i sex–åtta tävlingar på olika platser under en säsong och tävlar om enskilda lopp och sammanlagt säsongresultat.

## Deltävlingar i Norden
Deltävlingar har anordnats i Finland i Tammerfors 1998, i Helsingfors 2002 och 2003 samt i Lahtis 2008 och 2009.

## Världsmästare
| År    | Världsmästare   |
| ----- | --------------- |
| ----- | -----           |
| 1981  | Renato Molinari |
| 1982  | Roger Jenkins   |
| 1983  | Renato Molinari |
| 1984  | Renato Molinari |
| 1985  | Bob Spalding    |
| 1986  | Gene Thibodaux  |
| 1987  | Inget VM        |
| 1988  | Inget VM        |
| 1989  | Inget VM        |

| År   | Världsmästare    |
| ---- | ---------------- |
| 1990 | John Hill        |
| 1991 | Jonathan Jones   |
| 1992 | Fabrizio Bocca   |
| 1993 | Guido Cappellini |
| 1994 | Guido Cappellini |
| 1995 | Guido Cappellini |
| 1996 | Guido Cappellini |
| 1997 | Scott Gillman    |
| 1998 | Jonathan Jones   |
| 1999 | Guido Cappellini |

| År   | Världsmästare    |
| ---- | ---------------- |
| 2000 | Scott Gillman    |
| 2001 | Guido Cappellini |
| 2002 | Guido Cappellini |
| 2003 | Guido Cappellini |
| 2004 | Scott Gillman    |
| 2005 | Guido Cappellini |
| 2006 | Scott Gillman    |
| 2007 | Sami Seliö       |
| 2008 | Jay Price        |
| 2009 | Guido Cappellini |

| År   | Världsmästare    |
| ---- | ---------------- |
| 2010 | Sami Seliö       |
| 2011 | Alex Carella     |
| 2012 | Alex Carella     |
| 2013 | Alex Carella     |
| 2014 | Philippe Chiappe |
| 2015 | Philippe Chiappe |
| 2016 | Philippe Chiappe |
| 2017 | Alex Carella     |
| 2018 | Shaun Torrente   |
| 2019 | Shaun Torrente   |

| År   | Världsmästare   |
| ---- | --------------- |
| 2020 | Inget VM        |
| 2021 | Jonas Andersson |
| 2022 | Shaun Torrente  |
| 2023 | Jonas Andersson |
| 2024 | Jonas Andersson |

## Framträdande förare i de nordiska länderna
- Finland: Sami Seliö har varit en av de mest framgångsrika förarna med bland annat totalsegrar 2007 och 2010.  Andra framgångsrika förare har varit Filip Roms (till exempel sexa totalt 2016) och Alec Weckström (femma totalt 2015).

- Norge: Bästa norska föraren har varit Marit Strømøy med bland annat en tredeplacering totalt 2019.

- Sverige: År 2021 blev Jonas Andersson i Team Sweden totalsegrare och har under årens lopp haft flera andra framskjutande placeringar. Andra framgångsrika förare har varit bland andra Erik Stark (till exempel tvåa totalt 2018), Pierre Lundin (till exempel fyra totalt 2007), Erik Edin (till exempel nia totalt 2018) och Jesper Forss (12:a totalt 2015).